# Heksebergåsen
Heksebergåsen este o localitate din comuna Sørum, provincia Akershus, Norvegia, cu o suprafață de 0,9 km² și o populație de 2.224 locuitori (2013).